# Apteczka zakładowa
Apteczka zakładowa – wyposażenie zakładu pracy, mające umożliwiać udzielenie pierwszej pomocy, w szczególności przy zagrożeniach typowych dla specyfiki miejsca pracy.

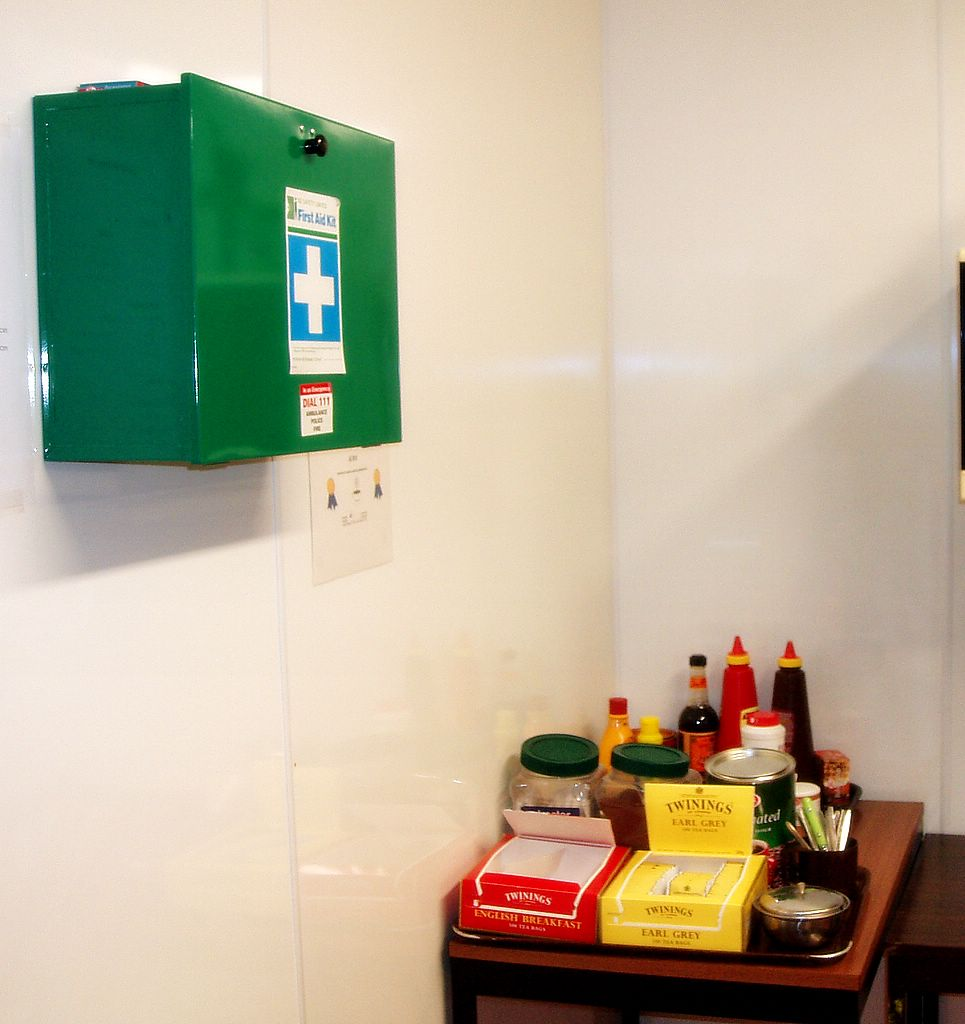
apteczka zakładowa na ścianie

## Ustalenia prawne w Polsce
Według § 44 ust. 1 rozporządzenia Ministra Pracy i Polityki Socjalnej z 26 września 1997 r. w sprawie ogólnych przepisów bezpieczeństwa i higieny pracy (Dz. U. 2003 Nr 169 poz.1650 j.t.) pracodawca ma obowiązek zapewnić pracownikom działający system pierwszej pomocy. Apteczki rozmieszczane są w poszczególnych oddziałach zakładu. Obsługą apteczek powinny zajmować się osoby przeszkolone w zakresie udzielania pierwszej pomocy.
Szczegóły wyposażenia umożliwiającego udzielenie pierwszej pomocy pracodawca ma obowiązek ustalić z lekarzem, który uwzględni występujące w zakładzie zagrożenia. Wymagane są również oznaczenia zgodne z Polską Normą oraz instrukcje tłumaczących jak udzielić pierwszej pomocy.

## Ustalenia prawne w Stanach Zjednoczonych
W Stanach Zjednoczonych, kwestie związane z apteczkami pierwszej pomocy w miejscu pracy są regulowane przez Occupational Safety and Health Administration (OSHA). Zgodnie z wytycznymi OSHA, pracodawcy są zobowiązani do zapewnienia pracownikom bezpiecznego i zdrowego środowiska pracy. Wymagane jest dostarczenie personelu oraz środków pierwszej pomocy adekwatnych do zagrożeń w danym miejscu pracy.
OSHA podkreśla, że szczegóły programu medycznego i pierwszej pomocy w miejscu pracy zależą od okoliczności każdego miejsca pracy i pracodawcy.
American National Standard (ANSI) Z308.1-1998 Minimum Requirements for Workplace First-aid Kits, opisuje minimalną zawartość apteczki pierwszej pomocy odpowiednią dla małych miejsc pracy. 

## Ustalenia prawne w Wielkiej Brytanii
W Wielkiej Brytanii zgodnie z przepisami Health and Safety (First-Aid) Regulations 1981, pracodawcy są zobowiązani zapewnić odpowiednie i adekwatne wyposażenie, udogodnienia i personel, aby zapewnić natychmiastową pomoc swoim pracownikom w przypadku obrażeń lub nagłego zachorowania w pracy. Te regulacje dotyczą wszystkich miejsc pracy, w tym tych zatrudniających mniej niż pięciu pracowników, oraz pracowników samozatrudnionych. To, co uznaje się za "adekwatne i odpowiednie", zależy od okoliczności panujących w miejscu pracy.

## Ustalenia prawne w Kanadzie
W Kanadzie, przepisy dotyczące pierwszej pomocy w miejscu pracy są zdefiniowane w Canada Occupational Health and Safety Regulations (COHSR). Zgodnie z tymi przepisami, pracodawcy są zobowiązani do zapewnienia odpowiednich zestawów pierwszej pomocy, dostosowanych do liczby pracowników i specyfiki środowiska pracy. W zależności od charakteru miejsca pracy wymagane mogą być różne typy apteczek pierwszej pomocy, oznaczone jako typ A, B, C lub D, z odpowiednim wyposażeniem zgodnym z określonymi standardami.